# 田口成浩
田口 成浩（たぐち しげひろ、1990年〈平成2年〉3月25日 - ）は、日本のプロバスケットボール選手。秋田県仙北郡角館町（現仙北市）出身。ポジションはシューティングガード。B.LEAGUE・秋田ノーザンハピネッツに所属している。
2012年2月に秋田に入団してプロ選手となる。2013-14シーズンにはスリーポイント成功率1位のタイトルを獲得し、2014-15シーズンにはリーグのベストファイブに選ばれた。また、2012-13シーズンから4シーズン連続でbjリーグオールスターゲームに選出され、2015-16シーズンには全体1位の得票数を獲得した。2015年、2016年にはバスケットボール男子日本代表候補にも選出された。

## 来歴

### 学生時代
秋田県仙北市角館出身。角館中学校までは野球部であったが、明桜高校進学後に、先にバスケットボールをしていた2人の姉の影響でバスケットボールを始めた。全国大会には出場できなかったものの、強豪として知られる能代工業高校相手に一人で29得点したこともあった。
2008年に進学した富士大学では1年次から主力として活躍し、東北大学バスケットボールリーグでは1年次と4年次にリバウンド王、2年次から4年次まで3年連続してベストファイブ賞、得点王のタイトルを獲得した。またインカレでは、3年次に強豪の法政大学オレンジウィザーズに対し30得点を挙げ、勝利への原動力となった。

### プロ選手として
大学在学中の2012年2月にbjリーグのアーリーエントリー制度によって秋田ノーザンハピネッツに入団し、2月5日の信州ブレイブウォリアーズ戦で初出場を果たす。この試合には敗れたものの、田口はスリーポイント5本を決めて15得点を挙げた。2月25日に手を骨折し約1か月間の欠場を余儀なくされたものの、チームのプレイオフ進出に貢献した。
2年目となるbjリーグ 2012-13シーズンは、中村和雄ヘッドコーチによってチームの中心選手に位置づけられ、シーズン開幕前に対戦した韓国KBL・原州東部プロミの姜東熙ヘッドコーチ、金鋳城からも高く評価された。田口はこのシーズン、チームでただひとり全試合に出場し、1試合平均10.3得点を挙げた。また有明コロシアムで行われたオールスターゲームに主催者推薦にて選ばれ、スリーポイント2本を決めた。
2013-14シーズンは、チームに同じポジションの大塚裕土が加入し、開幕当初からポジション争いにさらされることとなった。そうした中で田口は開幕2戦目となる10月6日の浜松・東三河フェニックスで、試合時間残り1分の所で同点となるスリーポイントショットを決め勝利に貢献。10月26日の信州ブレイブウォリアーズ戦でスリーポイント7本を含む32得点を挙げ、週間MVPを受賞した。また、2014年1月に地元秋田で行われたオールスターゲームではファン投票2位で選出された。田口はこのシーズン、スリーポイントショット成功率44.5%を記録し、2位の青木康平に0.9ポイント差をつけスリー成功率1位のタイトルを獲得した。秋田は球団創設以来初となるファイナルズに進出し、田口は東地区優勝決定戦となる富山グラウジーズ戦で17得点で勝利に貢献し、ファイナルの琉球ゴールデンキングス戦では、試合に敗れたものの40分フル出場し6点を挙げた。
2014-15シーズンはヘッドコーチの中村とエースガードの富樫勇樹がチームを離れ、プレシーズンゲームでも6戦全敗したことからチーム力が危ぶまれた。その中で田口は11月8日のライジング福岡戦で26得点、2015年1月11日の埼玉ブロンコス戦では16得点11リバウンドとプロ入り初のダブルダブルを達成するなどチームを牽引した。2月1日に行われたオールスターゲームでは3ポイントコンテストに出場し、優勝。2015年4月18日の岩手ビッグブルズ戦では、日本代表を指揮する長谷川健志が視察する中で20得点し、長谷川の高い評価を得た。秋田はレギュラーシーズンを1位で終え、プレーオフ1回戦では東地区の群馬クレインサンダーズに連勝し勝ち上がる。東地区準決勝では新潟相手に1勝1敗となり、5分ハーフの特別ルールで行われた第3戦でも試合終了間際まで1点差をつけられていたが、残り5.5秒から味方選手が放ったショットのリバウンドを田口が取り、決勝点となるブザービーターを決めた。2期連続でファイナルズに進出した田口は東地区決勝の岩手ビッグブルズ戦で15得点8リバウンドをあげたが、ファイナルの浜松・東三河戦ではフリースローの4得点に留まり、チームも敗れた。
2017-18シーズンからは、唯一の県人選手となり、主将としてチームを鼓舞し見事B1復帰を決めた。自身はB2フリースローのタイトルとシーズンMVPを獲得。

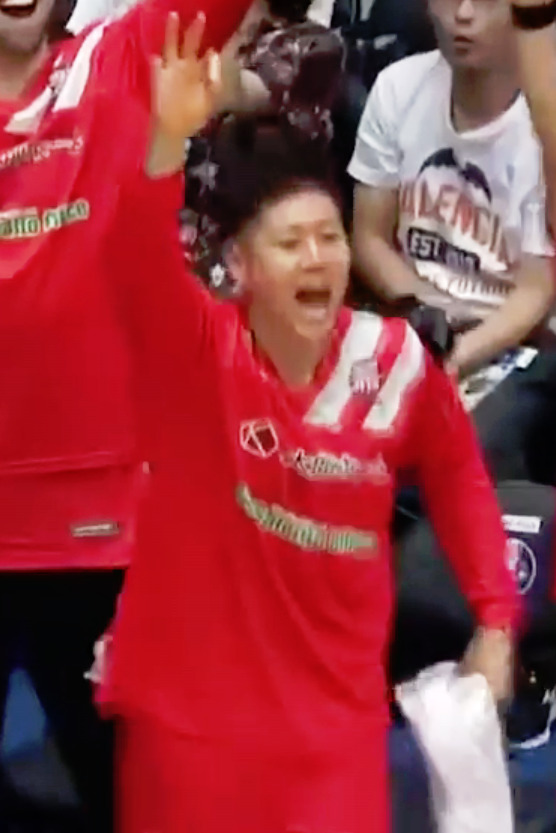
千葉ジェッツ在籍時

2018-19シーズンからは、千葉ジェッツふなばしでプレーをした。
2019年11月、日本バスケットボール選手会第3代会長に就任。
2021年6月に、秋田に復帰。

### 日本代表候補として
2014-15シーズン終了後、田口はリオデジャネイロオリンピック予選に向けた日本代表候補に選出され、チェコ代表との強化試合に出場したが、出場機会は限られ得点も無く、日本代表への選出も見送られた。
2016年3月には、同年7月のオリンピック最終予選に向けた日本代表候補に選ばれた。

## 個人成績
| シーズン         | チーム | GP | GS | MPG  | FG%  | 3P%  | FT%  | RPG | APG | SPG | BPG | TO  | PPG  |
| ---------------- | ------ | -- | -- | ---- | ---- | ---- | ---- | --- | --- | --- | --- | --- | ---- |
| bjリーグ 2011-12 | 秋田   | 14 | 1  | 11.6 | 43.6 | 39.2 | 52.9 | 1.4 | 0.4 | 0.3 | 0   | 0.6 | 5.5  |
| bjリーグ 2012-13 | 秋田   | 52 | 25 | 25.3 | 40.2 | 36.6 | 73.2 | 3.1 | 1.0 | 0.8 | 0.1 | 0.7 | 10.3 |
| bjリーグ 2013-14 | 秋田   | 52 | 47 | 26.3 | 46.8 | 44.5 | 76.6 | 2.9 | 1.1 | 0.9 | 0.1 | 0.7 | 11.7 |
| bjリーグ 2014-15 | 秋田   | 52 | 52 | 30.7 | 46.9 | 42.5 | 86.7 | 3.5 | 2.0 | 0.9 | 0.2 | 1.2 | 16.3 |
| bjリーグ 2015-16 | 秋田   | 52 | 52 | 31.1 | 43.7 | 37.3 | 90.1 | 4.4 | 2.9 | 1.1 | 0.3 | 2.1 | 14.6 |
| Bリーグ 2016-17  | 秋田   | 60 | 60 | 32.4 | 40.8 | 39.1 | 82.4 | 4.1 | 1.1 | 0.9 | 0.1 | 1.8 | 11.5 |

## 人物・エピソード・トリヴィア
- 彼のトレードマーク発声 「おいさー」 は、出身地角館の祭りの掛け声をそのまま使用している[29]。
- 中学までやっていた野球が大好きで、自身のツイッターでは野球関連の発言が多い。
- 2022年1月2日及び3日の滋賀戦の放送では、「秋田の魂」として紹介されていた[30]。